# Eine Klasse für sich (1992)
Eine Klasse für sich ist ein US-amerikanischer Spielfilm aus dem Jahr 1992. Er erzählt die Geschichte zweier Schwestern aus den USA, die zur Zeit des Zweiten Weltkriegs der All-American Girls Professional Baseball League angehören. Regie führte Penny Marshall. Zur Riege der Darsteller gehören unter anderem Tom Hanks, Geena Davis und Madonna. Die Geschichte basiert lose auf tatsächlichen Begebenheiten. Die Erstaufführung in Deutschland fand am 26. November 1992 statt.

## Handlung
Im Jahr 1988 wird Dottie Hinson von ihrer Tochter dazu gedrängt, an einem Jahrestreffen der ehemaligen Frauen-Baseballliga teilzunehmen. Dottie hat große Zweifel und würde am liebsten gar nicht hinfahren. Ihre Tochter kann sich jedoch durchsetzen und so findet sich Dottie nach ihrer Reise auf dem „Doubleday Field“ in Cooperstown wieder. Sie blickt in die Runde und schwelgt alsbald in Erinnerungen. Als erstes kommt ihr hierbei eine Nachrichtensendung aus den 1940er-Jahren in den Sinn, in der berichtet wird, dass sich die männlichen Baseball-Spieler für ihren Einsatz in Europa gemeldet haben und infolgedessen der Spielbetrieb bis zum Ende des Krieges eingestellt werden muss.
Willamette, Oregon 1943: Bei einem Baseballspiel weiblicher Amateure versucht Dottie ihre jüngere Schwester Kit, die sich zum Schlagmal (Home Plate) begeben muss, nützliche Tipps mit auf den Weg zu geben. Doch Kit ignoriert die Warnung vor zu hohen Bällen und trifft in keinem ihrer drei Versuche. Die nach ihr antretende große Schwester kann das Spiel hingegen auf Anhieb durch einen Home Run für sich entscheiden. Das bleibt auch dem Talentscout Ernie Capadino nicht verborgen.
Wieder auf der Farm der Eltern widmen sich die rivalisierenden Geschwister profaneren Dingen: Capadino trifft die beiden beim Kühemelken an. Er will Dottie dazu überreden, professionelle Baseballspielerin zu werden und ihn zu einer Vorentscheidung nach Chicago zu begleiten. Dottie zeigt jedoch kein großes Interesse, zumal sie bereits verheiratet ist und sich ihr Mann als Soldat im Kriegseinsatz befindet. Ihre Schwester hingegen ist sofort begeistert, doch von ihr will der Talentsucher zunächst nichts wissen. Er macht Kit aber den Vorschlag, dass sie mitkommen darf, sofern es ihr gelingt, ihre Schwester von der Teilnahme an den Vorentscheidungen zu überzeugen. Für Kit geht es um mehr als nur Baseball: Als sie ihrer Schwester gesteht, dass sie es auf der Farm der Eltern nicht länger aushalten kann, lässt sich Dottie ihr zuliebe auf das Angebot ein.
Wenig später sitzt Capadino schon im Zug nach Chicago, als Kit und Dottie den Bahnsteig entlangrennen und gerade noch auf den schon fahrenden Zug aufspringen können. Auf ihrem Weg nach Chicago machen sie einen Zwischenstopp in Fort Collins, wo sich Capadino noch eine weitere Kandidatin anschauen will. Marla entpuppt sich als überragende, da sogar beidhändig einsetzbare Schlagfrau (Batter), aber Capadino will sie nicht mitnehmen, da sie alles andere als eine Schönheit ist. Kit und Dottie reagieren verärgert und weigern sich weiter mitzufahren, sollte Marla nicht mitdürfen. Als ihm auch noch Marlas Vater ins Gewissen redet, lässt Capadino sich erweichen und die Fahrt nach Chicago kann fortgesetzt werden. Dort sind über 100 junge Frauen zur Vorauswahl zusammengekommen, insgesamt werden jedoch nur 64 Spielerinnen für vier Teams benötigt. Dottie, Kit und Marla treffen hier erstmals auf die vorlaute Doris und deren beste Freundin Mae. Die zwei machen sich zunächst über die Neuankömmlinge aus der Provinz lustig. Als Doris ihnen mit voller Wucht einen Baseball zuwirft, fängt Dottie diesen mit der bloßen Hand, was den beiden sofort Respekt einflößt und das Eis brechen lässt. Nach den Ausscheidungen werden alle fünf dem Team der „Rockford Peaches“ zugeteilt. Doch bevor es losgehen kann, steht zunächst einmal der Besuch einer Benimmschule auf dem Programm. Das damit einhergehende Umstyling muss ebenso in Kauf genommen werden, wie die äußerst knappe Spielbekleidung; schließlich soll die neue Liga publikumswirksam vermarktet werden.
Walter Harvey, seines Zeichens Hersteller von Schokoladenriegeln, Sponsor der Liga und Besitzer der „Peaches“, überredet derweil den abgehalfterten früheren Baseball-Star Jimmy Dugan, das Team zu trainieren. Zum ersten Spiel erscheint Jimmy trotz gegenteiliger Versprechungen völlig betrunken, ignoriert sein Team gänzlich, winkt – dies zumindest wie von Harvey verlangt – einmal kurz ins Publikum und döst den Rest des Spiels auf der Bank. In ihrer Not organisiert Dottie die Aufstellung selbst, gibt taktische Anweisungen und schafft es so, die Mannschaft zum Sieg zu führen. Der für die Liga als PR-Manager tätige Ira Lowenstein ist vom Team beeindruckt, nicht jedoch von dessen Trainer. Er gibt den sich weiterhin uneinsichtig zeigenden Dugan deutlich zu verstehen, dass er sich gefälligst zusammenreißen und sich um sein Team kümmern soll.
Einer Spielerin kommt derweil das Familienleben in die Quere: Evelyn ist gezwungen, ihren Sohn Stilwell zu den Auswärtsspielen mitzunehmen. Doch der kleine, pummelige Junge erweist sich schnell als wahrer Teufelsbraten, der allen ziemlich auf die Nerven geht. Dennoch wächst die Gruppe individueller Spielerinnen auf den langen Fahrten zum jeweils nächsten Spielort zu einer Einheit zusammen: So komponiert Evelyn etwa eine Hymne für das Team und Mae bringt der Analphabetin Shirley anhand eines schlüpfrigen Romans das Lesen bei. Aber all dies kann nicht verhindern, dass die meist eintönige, streng kontrollierte Tournee durch das Land einigen Spielerinnen aufs Gemüt zu schlagen droht. Angeführt von Mae und Doris wird daher eines Abends der Plan gefasst, heimlich auszubüxen und ein örtliches Tanzlokal zu besuchen. Die das Team stets begleitende Anstandsdame Miss Cuthbert wird hierzu kurzerhand mit einem Brechmittel außer Gefecht gesetzt. Die Verschwörerinnen können sich absetzen und kommen im Lokal auf ihre Kosten – es wird getanzt, getrunken, geraucht und geflirtet. Da das Verschwinden der Gruppe nicht unentdeckt bleibt, sieht sich Dottie gezwungen, ihnen hinterher zu fahren, um sie zurückzuholen. Als sie eintrifft, geht die Party bereits dem Ende zu. Schnell gelingt es ihr, fast alle Ausflügler aufzuscheuchen. Nur eine fehlt noch: Die eigentlich sonst so introvertierte Marla steht betrunken auf der Bühne und singt – zum Verdruss der sie begleitenden Jazzband mehr schlecht als recht – für ihren Verehrer Nelson Liebeslieder. Dottie hat Mühe, die verliebte Marla von der Bühne zu zerren…
Beim nächsten Spiel der „Peaches“ kann Jimmy Dugan sich seines alkoholbedingten Dämmerzustandes tatsächlich soweit entledigen, um einen taktischen Fehler Dotties zu erkennen. Diese hatte der am Schlagmal (Home Plate) stehenden Marla die Anweisung gegeben, den nächsten Ball einfach abprallen zu lassen. Dugan, der weiß, dass Marla die beste Schlagfrau (Batter) des Teams ist, kann das nicht auf sich sitzen lassen und gibt Anweisungen, auf Home Run zu spielen. Von der Bank erhält die verwirrte Marla nun abwechselnd völlig gegenteilige Handzeichen. Dottie lässt Dugan schließlich gewähren, macht ihm jedoch zugleich deutlich, dass er sich ab sofort gefälligst auch wie ein Trainer aufführen soll. Der Streit ist schnell vergessen, da es Marla dank der Anweisung ihres Trainers tatsächlich gelingt, einen viel umjubelten Home Run zu schlagen.
Doch es droht bereits eine andere Krise: Lowenstein muss dem Team berichten, dass die Geldgeber planen, die Frauen-Baseballliga mangels Zuschauerinteresses wieder einzustellen. Da beim Spiel auch Reporter des TIME Magazine anwesend sind, bittet er die Spielerinnen, ihr Bestes zu geben. Und diese bemühen sich tatsächlich, ihren Sport noch attraktiver zu gestalten. So fängt Dottie beispielsweise einen Ball im Spagat, was sie auf die Titelseite bringt. Auch Mae nutzt ihre Reize, um Aufmerksamkeit zu erzeugen. In der Folge steigt das Interesse an den Spielen deutlich. Während Doris den Avancen eines Zwillingspärchens auszuweichen sucht, heiratet Marla spontan ihren Nelson und beendet die Saison vorzeitig.
Während das Team sportliche Erfolge feiert, eskaliert der Streit zwischen Dottie und ihrer sich ungerecht behandelt fühlenden Schwester Kit. Nach einer Schwächephase will Dugan die als Werferin (Pitcher) spielende Kit vom Feld nehmen, Dottie sieht den Erfolg des Teams gefährdet und stimmt der Auswechslung trocken zu. Das bringt das Fass zum überlaufen: Kit ist außer sich vor Wut und wähnt sich ein weiteres Mal im Schatten ihrer großen Schwester. Dottie hingegen kommt zum Schluss, dass sie Kit nicht weiter im Weg stehen will. Der um Schadensbegrenzung bemühte Lowenstein kann sie nur schwer davon abhalten, den Baseball-Sport gänzlich aufzugeben. Dottie deutet ihm gegenüber an, dass sie sich allenfalls einen Wechsel zu einem anderen Team vorstellen könne. Lowenstein, der unendlich erleichtert darüber ist, seine Starspielerin halten zu können, missversteht dies und sorgt dafür, dass stattdessen Kit das Team verlassen muss. Es kommt zum endgültigen Bruch zwischen den Schwestern, da Kit der irrigen Überzeugung ist, der erzwungene Wechsel zum Team „Racine Belles“ sei auf Wunsch Dotties zustande gekommen.
Wenig später wird das Team zudem von der brutalen Realität des in Übersee tobenden Weltkrieges eingeholt, als unmittelbar vor einem Spiel ein Telegramm des Kriegsministeriums eintrifft. Jedem Anwesenden in der Umkleidekabine ist sofort klar, was dies zu bedeuten hat. Jimmy Dugan entreißt dem Boten das Telegramm und übernimmt die schwere Aufgabe kurzerhand selbst. Als er Betty mitteilen muss, dass ihr Mann gefallen ist, bricht diese zusammen. Sie wird von ihren Mitspielerinnen und Dugan selbst getröstet, ehe sie von Miss Cuthbert aus der Kabine geführt wird. Es fällt allen sichtlich schwer, zur Routine überzugehen und zum Spiel anzutreten. Wieder zurück in der Abgeschiedenheit ihres Herbergszimmers, kann Dottie die Tränen nicht mehr zurückhalten. Doch sie erhält unerwarteten Besuch: Ihr Mann Bob ist aufgrund einer Fußverletzung aus dem Krieg zurückgekehrt. Überglücklich will Dottie nun alles hinter sich lassen und mit ihrem Mann nach Hause fahren. Dugan, der nicht fassen kann, seine Starspielerin so kurz vor den Playoffs zu verlieren, schafft es nicht, sie davon abzuhalten.
Doch auch ohne Dottie gelingt es den „Rockford Peaches“ in das Finale der Meisterschaft, der sogenannten World Series, einzuziehen. Sie treffen dort ausgerechnet auf die durch Kit verstärkten „Racine Belles“. Es folgt ein Schlagabtausch auf Augenhöhe, nach sechs harten Spielen steht es 3:3. Das Finale geht in ein alles entscheidendes siebtes Spiel. Dottie, die das Geschehen auf dem Weg nach Hause mitverfolgen konnte, kann ihre Leidenschaft für den Sport letztlich doch nicht verleugnen und kehrt rechtzeitig zum Team zurück.
Das Endspiel, in dem die beiden zerstrittenen Schwestern erstmals wieder aufeinandertreffen, gestaltet sich äußerst spannend. In der entscheidenden Phase muss Kit für die „Belles“ als Schlagfrau (Batter) antreten, während Dottie als Fängerin (Catcher) der „Peaches“ am Schlagmal (Home Plate) auf sie wartet. Kits Nerven liegen dank ihrer bis dahin recht durchwachsenen Leistung völlig blank. Dottie gibt ihrer Werferin (Pitcher) den Tipp, hohe, schnelle Bälle zu werfen, denn diese bekommt Kit, obwohl sie es immer wieder versucht, fast nie. Der Plan geht zunächst auf, die beiden ersten hochgeworfenen Bälle verpasst Kit deutlich. Doch beim dritten Versuch klappt es, sie trifft und rennt los. Beim Lauf zurück zum Schlagmal (Home Plate) kommt es unweigerlich zu einem Zusammenstoß mit Dottie, die mit dem inzwischen zurückgespielten Ball in der Hand das Mal blockiert. Die Wucht des Aufpralls lässt beide Schwestern zu Boden stürzen und Dottie verliert im alles entscheidenden Moment den Ball: Kit ist durch, das Spiel ist aus, die „Racine Belles“ gewinnen die Meisterschaft.
Nach diesem vom Publikum frenetisch gefeierten Finale entscheiden sich die Geldgeber endgültig, die Liga fortzuführen. Die beiden Schwestern treffen sich in den Katakomben des Stadions wieder, versöhnen sich zwar, gehen jedoch fortan getrennte Wege. Dottie kehrt zurück nach Oregon, während Kit in Chicago bleiben will. Jimmy Dugan entscheidet sich trotz eines Angebots aus der Männerliga, auch weiterhin Trainer des Frauenteams zu bleiben.
Wieder zurück im Jahr 1988, werden zwei am Spielfeldrand sitzende Frauen auf die in Erinnerungen schwelgende Dottie aufmerksam. Zur Probe wirft eine von ihnen ihr einen Ball zu, und Dottie fängt ihn geistesgegenwärtig mit der bloßen Hand – genau wie beim Vorentscheid 45 Jahre zuvor. Die Wiedersehensfreude ist groß, denn als Werferin gibt sich Doris zu erkennen, und wo Doris ist, ist auch die Teamkollegin Mae nicht weit. Dottie, deren Mann Bob kürzlich verstorben ist, gibt ihre anfängliche Zurückhaltung auf, und findet sich herzlich im Kreis ihrer ehemaligen Teamkolleginnen aufgenommen. Gemeinsam besuchen sie anschließend die Baseball Hall of Fame, in der der ehemaligen Frauenliga nun endlich ein eigener Bereich gewidmet wird. Die anwesenden Damen bestehen darauf, dass der ehemalige PR-Manager der Liga, Ira Lowenstein, das Band zur feierlichen Eröffnung durchschneiden darf. Als sie die Ausstellungsstücke in Augenschein nimmt, hält Dottie vor einem Porträt des 1987 verstorbenen Jimmy Dugan inne, der dort für seine im Jahr 1936 geschlagenen 58 Home Runs geehrt wird. Auch trifft sie hier auf den – nunmehr erwachsenen – Stilwell, der zu Ehren seiner verstorbenen Mutter Evelyn am Treffen der ehemaligen Spielerinnen teilnimmt. Überraschend taucht auch ihre Schwester Kit mit ihrer Familie auf und die beiden schließen sich nach längerer Zeit wieder in die Arme. Zum Abschluss stimmen die ehemaligen Spielerinnen das von ihrer verstorbenen Kameradin Evelyn geschriebene Teamlied an.

## Produktion

### Hintergrund
Zwischen 1943 und 1954 existierte in den USA tatsächlich eine Baseball-Profiliga der Frauen, die All-American Girls Professional Baseball League (AAGPBL). Sie geriet mehr oder weniger in Vergessenheit; erst eine 1987 entstandene, 27-minütige PBS-Fernsehdokumentation unter dem Titel A League of Their Own änderte dies.
Die spätere Regisseurin des Spielfilms, Penny Marshall, die nach eigenem Bekunden zuvor von dieser Liga noch nie gehört hatte, ließ sich durch diese Dokumentation inspirieren. Sie kontaktierte die Macher der Dokumentation, Kelly Candaele und Kim Wilson, und brachte diese mit den Drehbuchautoren Babaloo Mandel und Lowell Ganz zusammen, um ein Drehbuch zu entwerfen.
Unabhängig von Penny Marshall begannen sich auch die Co-Produzenten des Films, Bill Pace und Ronnie Clemmer, aufgrund eines Zeitungsartikels im Boston Globe für die AAGPBL zu interessieren. Sie nahmen an einem jährlichen Treffen der Liga in Fort Wayne, Indiana teil und sicherten sich die Filmrechte zur Organisation und ihrer Geschichte. Die Produzenten hatten bereits Marshall als Regisseurin im Sinn, als diese von sich aus die beiden kontaktierte.
Es ist anzunehmen, dass die filmtragende Figur Dottie Hanson viele Vorbilder hatte: Kelly Candaele, der Co-Produzent der PBS-Dokumentation, war der Sohn der kanadischen AAGPBL-Spielerin Helen St. Aubin. In seinem Drehbuchentwurf für Marshall baute er die Erfahrungen seiner Mutter und deren Schwester Margaret, die als erstes Geschwisterpaar in der Liga spielten, ein. Obwohl Candaele und sein Co-Produzent Kim Wilson für die Story zum Film im Abspann erwähnt werden, verwiesen die Filmmacher darauf, dass die Figuren Dottie Hinson und Kit Keller nicht direkt auf Helen St. Aubin und deren Schwester basieren. Dass der Charakter Dottie Hinson hingegen lose auf der von 1943 bis 1953 für das Team „Rockfort Peaches“ als Fängerin (Catcher) spielenden Dorothee 'Dottie' Green basieren könnte, ist zwar umstritten, jedoch nicht gänzlich auszuschließen. Der Spitzname 'Dottie' war in der damaligen Zeit nicht ungewöhnlich. Selbst unter den Spielerinnern des Teams „Rockfort Peaches“ findet sich mit Dorothy White eine weitere 'Dottie', die ebenfalls als Fängerin (Catcher) im Gründungsjahr 1943 spielte. Auch eine Feldspielerin der „Peaches“, Dorothy Kamenshek – die sowohl 'Dottie' als auch 'Kammie' gerufen wurde – wird mit der Figur der Dottie Hinson in Verbindung gebracht. Die technische Beraterin des Films, die ehemalige Spielerin Pepper Paire Davis (sie komponierte im Übrigen auch die im Film zu hörende Hymne der Baseball-Spielerinnen) äußerte sich demnach wie folgt: „Die von Geena Davis gespielte Figur wurde symbolhaft nach der besten Spielerin der Liga 'Dottie' genannt, und die beste Spielerin war Dottie Kamenshek.“
Die Figur des Teambesitzers und Schokoladenriegelherstellers Walter Harvey basiert unzweifelhaft auf dem Kaugummi-Tycoon Philip K. Wrigley. Wrigley besaß das MLB-Team Chicago Cubs und rief 1943 die AAGPBL mit ins Leben.
Es wird allgemein angenommen, dass die Rolle des von Tom Hanks gespielten Jimmy Dugan lose auf den Leben der US-amerikanischen Baseball-Stars Jimmie Foxx und Hack Wilson basiert, auch wenn die Filmmacher dies nicht direkt bestätigen wollen.
Das Projekt wurde zunächst dem Studio 20th Century Fox angeboten, dieses gab im Jahr 1990 grünes Licht für die Produktion. Da Penny Marshall zu dieser Zeit wegen eines anderen Projektes unabkömmlich war, wurde zunächst David Anspaugh als Regisseur in Betracht gezogen, während Marshall weiterhin als leitende Produzentin beteiligt sein sollte. Das Projekt geriet jedoch zunächst auch aufgrund des Castings ins Stocken. Nachdem Penny Marshall einen Deal mit der Produktionsfirma Columbia Pictures einging, der auch die Rechte zum Filmstoff enthielt, kam im Jahr 1991 wieder Bewegung in die Produktion, wenn auch nun unter anderer Schirmherrschaft.

### Casting
Im Jahr 1990 wurden die Schauspieler Daryl Hannah, Laura Dern, Jon Lovitz und Jim Belushi (in der Rolle des Jimmy Dugan) mit dem noch vom Studio Fox betreuten Projekt im Zusammenhang gebracht. Der zwischenzeitlich für die Regie zuständige David Anspaugh favorisierte Sean Young als Besetzung für Dottie. Penny Marshall setzte hingegen auf Demi Moore. Moore sagte die Rolle der Dottie Hinson zunächst ab, was das Projekt unter Fox stoppte. Nach Wiederaufnahme des Drehbuchs im Jahr 1991 durch Columbia Pictures fand sich auch Moore bereit, wieder mitzumachen. Sie sollte zusammen mit Brooke Shields, Ally Sheedy und Madonna ins Baseballtraining einsteigen, welches vom ehemaligen MLB-Coach Joe Russon geleitet werden sollte. Wenig später musste Moore aufgrund ihrer Schwangerschaft jedoch durch Debra Winger ersetzt werden; auch Sheedy und Shields verließen das Projekt wieder.
Im Juni 1991 wurde bekannt gemacht, dass Tom Hanks die Rolle des Jimmy Dugan übernehmen würde. Laut der Regisseurin Penny Marshall habe Tom Hanks, der bereits den Film Big mit ihr drehte, eigens um diese Rolle gebeten, da er zuvor mit mehreren Projekten an den Kinokassen floppte. Hanks musste für die Rolle des außer Form geratenen Ex-Sportlers zunächst deutlich an Körpergewicht zulegen. Dies gelang ihm laut eigenem Bekunden dank BBQ-Schweinerippchen und amerikanischen Desserts.
Im selben Monat wurde zunächst berichtet, dass Madonna die Rolle der Kit Keller übernehmen sollte, während kurz darauf bekannt wurde, dass sie Mae Mordabito spielen würde. Für die Rolle der Mae war ursprünglich die Schauspielerin Lindsay Frost vorgesehen. Frost musste jedoch absagen, da sie durch ein Serienprojekt anderweitig verpflichtet war. Regisseurin Marshall bemühte sich selbst um Madonna, nachdem diese bekannt gab, sich ernsthaft als Schauspielerin versuchen zu wollen. Nach einem Probetraining in New York erhielt Madonna von den Coaches das Prädikat „trainierbar“; mehr war nicht erforderlich, um Marshall davon zu überzeugen, ihr die Rolle der Mae anzubieten. Madonna unterzog sich hiernach, wie jede andere Darstellerin auch, einem eisernen Baseballtraining. Ihr wird nachgesagt, wirklich hart an sich gearbeitet und dabei das Feld stets als Letzte verlassen zu haben.
Das Casting von Madonna hatte Konsequenzen, denn kurz darauf zog sich Debra Winger vom Projekt zurück. Von der darauf einsetzenden Gerüchteküche wurden während der Filmproben aufkommende Auseinandersetzungen zwischen ihr und Madonna sowie Vertragsstreitigkeiten mit dem Studio als mögliche Gründe genannt. Sie selbst gab an, dass das Studio den Film in „eine andere kreative Richtung“ hatte führen wollen. Sie warf der Regisseurin Penny Marshall in Anspielung auf das Experiment, die Pop-Sängerin Madonna schauspielern zu lassen, wortwörtlich vor, einen „Elvis-Film“ drehen zu wollen. Marshall verstand weder Wingers Problem, noch war sie bereit die Rolle der Mae umzubesetzen. Winger wurde daher letztlich durch Geena Davis ersetzt, erhielt jedoch aufgrund einer vertragsrechtlichen Regelung die volle vereinbarte Gage.
Geena Davis wurde von ihren Agenten instruiert, beim Vorsprechen auf gar keinen Fall einen Baseball zu werfen – da sie nicht als Baseballspielerin, sondern für eine Charakterrolle vorsprechen sollte. Doch genau das verlangte Regisseuren Penny Marshall nach dem ersten Kennenlernen von ihr. Sie überredete Davis, mit ihr in den Garten zu gehen und ein paar Würfe zu üben. Davis genügte ein einziger: Mit nur einem Wurf konnte sie die Regisseurin von ihrem Potential überzeugen und erhielt die Rolle.
Davis sah in der Teilnahme an diesem Film die Fortsetzung eines bereits mit Thelma & Louise eingeschlagenen, feministischeren Weges Hollywoods mit starken und bedeutenden Frauen in den Hauptrollen und umschrieb dies auf sich selbst bezogen mit dem Spruch: „Ich spiele lieber den Baseballspieler, als die Freundin des Baseballspielers“. Im Nachhinein zeigte sie sich jedoch enttäuscht darüber, dass sich trotz des Erfolges des Films nicht wirklich viel im Filmbusiness veränderte.
Für die Rolle der Kit Keller war zunächst Moira Kelly vorgesehen, doch Kelly verletzte sich beim Dreh eines anderen Spielfilms am Knöchel und schied aus. Lori Petty musste insgesamt acht Mal für die Rolle vorsprechen – darunter ein Mal im Haus der Regisseurin – ehe sie den Zuschlag erhielt. Da sie und Geena Davis sich nicht sonderlich ähnlich sahen, musste Petty ihre dunklen Haare blond färben.
Anne Ramsay, die im Film Helen Haley spielt, sprach bereits zu einem Zeitpunkt für eine Rolle in diesem Film vor, als David Anspaugh noch als Regisseur vorgesehen war. Anspaugh zeigte sich unbeeindruckt und Ramsay erhielt keine Rückmeldung. Erst als das Projekt zu Columbia Pictures wechselte und Penny Marshall wieder als Regisseurin eingesetzt wurde, versuchte sie erneut ihr Glück. Marshall ließ sie gleich mehrmals vorsprechen, weil sie sich zunächst nicht entscheiden konnte, welche der bereits feststehenden Rollen Ramsay übernehmen sollte. Überzeugt davon, dass Ramsay eine Chance verdient habe, erfand Marshall kurzerhand eine neue Rolle für sie.
Die Regisseurin Penny Marshall besetzte die Rolle der Betty 'Spaghetti' Horn mit ihrer Tochter Tracy Reiner, die jedoch wie die meisten anderen Darstellerinnen auch, zunächst den sportlichen Castingprozess durchlaufen musste. Reiner, der gerade zuvor erst die Weisheitszähne gezogen wurden, musste von ihrer Cousine Wendy dazu überredet werden, ohne Rücksprache mit ihrer Mutter am Casting teilzunehmen. Aus über 2.000 am Training an der University of Southern California (USC) teilnehmenden jungen Frauen schafften beide es, sich für die Top 20 zu qualifizieren. Auch zwei weitere Familienmitglieder hatten mit den Dreharbeiten zu tun: Für die Rolle des Walter Harvey wurde Marshalls Bruder, der bekannte Regisseur und Schauspieler Garry Marshall, engagiert – nachdem Marshalls Wunschkandidat, Christopher Walken, sich als zu teuer erwies. Garys Tochter und somit Marshalls Nichte Kathleen Marshall kam als Spielerin 'Mumbles' Brockman zum Einsatz.
Bitty Schram sprach zunächst für die Rolle der Kit Keller vor, obwohl sie diese als nicht geeignet für sich selbst erkannte. Die Produzenten ließen sie daher für die Rolle der Evelyn Gardner vorsprechen, welche u. a. in einer der Schlüsselszenen des Films zu weinen beginnt und von Coach Dugan dafür vor Team und Publikum ausgeschimpft wird. Sie machte ihre Sache so gut, dass sie die Rolle erhielt.
Megan Cavanagh sprach für die Rolle der Marla Hooch zu einem Zeitpunkt vor, als David Anspaugh noch Regie führen sollte und Brooke Shields noch am Projekt beteiligt war. Am Casting nahm ihrer Erinnerung nach auch die Schauspielerin und Stand-Up-Komödiantin Paula Poundstone teil. Nach Wechsel des Studios ließ Regisseurin Marshall Cavanagh erneut für die Rolle vorsprechen. Sie musste hierfür mit den bereits engagierten Darstellerinnen Debra Winger (zu diesem Zeitpunkt noch als Dottie Hinson vorgesehen), Lori Petty (Kit Keller) und Rosie O’Donnell (Doris Murphy) vorsprechen und erhielt hiernach die Rollenzusage.
Rosie O’Donnell arbeitete als VJ als sie erstmals für den Film – damals nach unter dem möglichen Regisseur Anspaugh – gecastet wurde. Nach dem Wechsel des Studios wurde sie erneut zum Vorsprechen eingeladen. Auf die Frage, ob sie Baseball spielen könne, antwortete sie mit einer Anekdote aus ihrer Kindheit: Als Mädchen habe sie nicht in der Little League spielen dürfen, dafür aber stets am Rande des Spielfeldes gestanden. Dort sei sie jedem Ball, der ins Aus geschlagen wurde, hinterhergesprungen. Sie sei so gut gewesen, dass die Trainer sie am liebsten gegen einen ihrer Brüder hätten austauschen wollen.
Ann Cusack, die Schwester von John und Joan Cusack, wurde recht spät für die Rolle der Shirley Baker gecastet. Ihr blieb nur wenig Zeit sich sportlich auf die Aufgabe vorzubereiten. Trotz des harten Trainings hatte sie viel Spaß bei den Dreharbeiten und zeigte sich im Nachhinein überzeugt davon, dass der Film den Kurs ihrer Karriere positiv beeinflusst habe.
Sehr viele Schauspielerinnen interessierten sich für eine Rolle in diesem Film. So sprach auch die damalige Geliebte und spätere Ehefrau von Donald Trump, Marla Maples, für einen Part als Spielerin vor. Auch Lauren Holly und Lea Thompson wurden mit dem Film in Verbindung gebracht. Die damals noch am Anfang ihrer Karriere stehende Marisa Tomei bewarb sich mit einem selbstgedrehten Video, das sie zusammen mit Joe Pesci auf dem Set des Films Mein Vetter Winnie beim Baseball-Spielen zeigt. Regisseurin Marshall beeindruckte dies jedoch nicht, da sie in ihr keine „Ball-Spielerin“ sehen konnte. Farrah Fawcett war zwar eine exzellente Sportlerin, erschien der Regisseurin jedoch bereits ein wenig zu alt für eine Rolle als Spielerin. Wohingegen Lori Singer bestens geeignet gewesen wäre, hätte sie nicht eine größere Rolle haben wollen.
Wie begehrt selbst die kleinsten Rollen waren, kann man am Beispiel von Robin Knight festmachen: Die exzellente Sportlerin tauchte auf, nachdem das Casting bereits abgeschlossen schien, weigerte sich ein „Nein“ als Antwort zu akzeptieren, reiste auf eigene Faust nach Chicago, quasselte sich rein und schlief jede Nacht im Zimmer einer der anderen Darstellerinnen. So viel Ehrgeiz imponierte der Regisseurin, also erhielt Knight letztlich eine kleine Nebenrolle als „Peaches“-Spielerin 'Beans' Babbitt. Die Figur wurde sogar eigens nach ihr benannt, da Marshall meinte, dass Knight „die ganze Zeit herumhüpfe, wie eine Springbohne“.
Die Rolle des Talentscouts Ernie Capadino war von Anfang an so angelegt worden, dass diese mit Jon Lovitz besetzt werden sollte. Lovitz war vom Drehbuch und der Figur des sarkastischen Talentscouts hellauf begeistert: Seinem Manager vertraute er an, dass ihm die Gage egal sei, solange er die Rolle nur spielen dürfe.
Laut Casting-Direktorin Ellen Lewis bestand die größte Herausforderung darin, die älteren Versionen der Hauptfiguren für die Rahmenhandlung des Films zu casten. Einige Produktionsbeteiligte sprachen sich dafür aus, die jungen Darsteller durch Schminke und Masken älter erscheinen zu lassen, doch Lewis hielt das für einen großen Fehler und setzte sich schließlich durch.

### Dreharbeiten
Die Darstellerinnen spielten alle Baseball-Szenen selbst. Das gesamte Ensemble unterwarf sich einem rigorosen Training in einem vom technischen Berater des Films, William E. Hughes, geleiteten Baseball-Camp an der University of Southern California (USC). Das Training begann drei Monate vor den Dreharbeiten, die Spielerinnen mussten sechs Tage in der Woche vier Stunden täglich trainieren. Jede Darstellerin sollte laut dem Willen der Regisseurin Marshall dazu in der Lage sein, zu werfen, zu fangen, zu schlagen, zu rennen und zur Base gleiten zu können; dafür sollte unter anderem der USC-Baseball-Coach Rod Dedeaux Sorge tragen.
Die Dreharbeiten begannen am 10. Juli 1991 und endeten am 31. Oktober 1991. Die Szene, in der das Probetraining aller Spielerinnen stattfand, wurde im Heimatstadion der Chicago Cubs gedreht. Im Film stellt dieses das fiktionale „Harvey Field Stadium“ dar. Die Heimspiele der „Rockford Peaches“ wurden in einem Stadion in Huntingburg, Indiana gedreht, während die Spiele gegen Racine im „Bosse Field“ in Evansville, Indiana stattfanden. Weitere Spiele wurden im „Jay Littleton Ball Park“ in Ontario, Kalifornien gedreht. Die letzte Woche der Dreharbeiten fand in Cooperstown, New York statt, wo 65 Originalmitglieder der AAGPBL eine Zeremonie aus dem Jahr 1988 wiederholten, in der die AAGPBL in die Baseball Hall of Fame aufgenommen wurde. Das in diesem Zusammenhang abgehaltene Baseballspiel wurde vor Ort auf dem Abner Doubleday Field gefilmt.
Das Spielen auf den Baseballfeldern brachte viele Verletzungen mit sich: Anne Ramsay (Helen Haley) brach sich die Nase, als sie einen Ball fangen wollte. Moderne Sicherheitsausrüstung hätten den Unfall verhindert, aber man spielte mit dem unzureichenden Material aus den 1940er Jahren. Der riesige Bluterguss, der im Film am Oberschenkel der Schauspielerin Renée Coleman (Alice Gaspers) zu sehen war, war tatsächlich echt. Schürfwunden wie diese waren keine Seltenheit. Dies lag vorwiegend auch an den knappen Trikots der Spielerinnen, die in ihrer ursprünglichen Form in den 1940ern von Philip K. Wrigleys Ehefrau designt wurden. Erst 2021 gab Lori Petty (Kit Keller) zu, dass sie sich dank der altmodischen Schuhe während der Dreharbeiten den Fuß brach – auch wenn dies nicht auf dem Filmgelände, sondern zu Hause passierte. Aufgrund der Bedeutung des Films und des Spaßes, den ihr die Dreharbeiten bereiteten, hielt sie jedoch tapfer bis zum Ende durch.
Der Film spielte bei einem Budget von angenommen rund 40 Millionen US-Dollar allein in den USA und Kanada ca. 107,5 Millionen US-Dollar ein. Laut Zeitungsberichten könnte sogar von einem Budget bis zu 50 Mio. US-Dollar ausgegangen werden, wobei ein nicht zu geringer Teil in die Gagen der Stars geflossen sei. So soll Tom Hanks 5 Mio., Geena Davis ca. 2,5 Mio. und Madonna mindestens 1 Mio. Dollar Gage erhalten haben. Selbst Debra Winger, die noch vor Drehbeginn ging bzw. gehen musste, erhielt demnach vertragsbedingt noch 2 Mio. US-Dollar.
Die Weltpremiere des Films fand am 22. Juni 1992 in der Academy of Motion Picture Arts and Sciences in Los Angeles, Kalifornien statt. Drei Tage später wurde eine Benefiz-Premiere im Ziegfeld Theatre von New York City zugunsten eines New Yorker Krankenhauses durchgeführt. Bereits vor dem Ende der Dreharbeiten fand eine Benefizveranstaltung in Evansville, Indiana statt, bei dieser wurde Geld für die Erneuerung des Daches des Baseballstadions „Bosse Field“ gesammelt. Columbia Pictures steuerte Berichten zufolge 20.000 US-Dollar zu diesem Projekt bei.

### Trivia
Columbia Pictures hatte eigentlich vor, während der 1991er World Series zwischen den Minnesota Twins und den Atlanta Braves auf DiamondVision-Leinwänden Trailer zum Film zu zeigen. Die MLB verwies jedoch auf die vertragsrechtliche Situation, demnach nur Firmen in der World Series werben durften, die bereits in der laufenden Saison geworben hätten. Stattdessen sendete Columbia mit Autogrammen der Filmstars versehene Basebälle als Werbegeschenke an die Sportjournalisten des Landes.
In einer Szene des Films wird auch das Thema Rassendiskriminierung angedeutet. Dass keine afroamerikanischen Frauen in der Liga Aufnahme fanden, wird dargestellt, indem bei einem der ersten Spiele ein ins Aus geschlagener Ball von einer älteren afroamerikanischen Dame zurückgeworfen wird. Der Fängerin (Catcher) Ellen Sue tut von diesem kräftigen Wurf die Hand weh, trotz Handschuh. Es wird vermutet, dass hier auch auf die afroamerikanische Spielerin Mamie 'Peanut' Johnson angespielt werden sollte, die zwar für die AAGPBL vorspielte, jedoch aussortiert wurde und später als nur ein von drei Frauen in den sogenannten „Negro Leagues“ pitchte.
Auch wenn im Film das Thema Homosexualität nicht direkt angesprochen wird, gab Rosie O’Donnell in einem Interview aus dem Jahr 2022 zu verstehen, dass die von ihr gespielte Figur Doris „einhundertprozentig lesbisch“ und in die von Madonna gespielte Figur der Mae verliebt gewesen sei. Die Szene, in der Doris das Bild ihres sie schlecht behandelnden Freundes zerreißt, sei quasi als Doris’ Coming-out zu verstehen.
Die Originalfassung des Films hatte eine Länge von über viereinhalb Stunden mit vielen zusätzlichen Szenen, die es dann nicht in die geschnittene Endfassung schafften. Hierunter befand sich auch eine Szene, in der Marla Hooch zum Team „Racine Belles“ wechselt, um ihrem Ehemann Nelson näher sein zu können. In Anspielung auf diese Szene trägt die ältere Marla am Ende des Films ein Sweatshirt mit den Vereinsfarben der „Belles“.
In einer weiteren geschnittenen Szene sollten sich der angetrunkene Jimmy Dugan und die ihn zu trösten versuchende Dottie küssen. Sie erwidert zunächst den Kuss, bricht dann jedoch verschämt ab. Die Szene wurde aus der endgültigen Schnittfassung entfernt, unter anderem da sie bei einer Probeaufführung vor ehemaligen AAGPBL-Spielerinnen zu Protesten führte. Einen anderen Mann zu küssen, während der Ehemann im Krieg weilt, galt demnach für eine damalige Spielerin als geradezu anstößig. Doch auch die Produzenten empfanden eine Beziehung der beiden Hauptfiguren Jimmy und Dottie trotz kleinerer im Film belassener Andeutungen als nicht tragfähig.
Das Studio wollte die Rahmenhandlung des Films, in der die ältere Dottie die Baseball Hall of Fame besucht, gänzlich streichen, doch Regisseurin Penny Marshall konnte sich letztlich – auch dank positiver Testvorführungen im Vergleich mit einer geschnittenen Version – durchsetzen.
Während der Dreharbeiten bestand ein Sicherheitsrisiko für Madonna, nachdem ein aus dem Gefängnis ausgebrochener Mann gedroht hatte, ihr etwas anzutun. Für einige Zeit waren bei den Dreharbeiten daher Bodyguards zugegen.
Es ist offenbar auch unter den Produktionsbeteiligten nie eindeutig geklärt worden, ob Dottie den Ball im entscheidenden Spiel willentlich hat aus der Hand fallen lassen, um ihrer Schwester den Sieg zu ermöglichen, oder ob sie durch den Zusammenstoß mit Kit den Ball tatsächlich nicht mehr hatte festhalten können. Dass diese Frage gerade unter Fans des Films kontrovers diskutiert wird, lag keinesfalls in der Intention der Drehbuchautoren. Aus ihrer Sicht hätte Dottie als professionelle Spielerin den Ball niemals willentlich fallengelassen. Geena Davis selbst bekräftigte in mehreren Interviews, dass nur sie allein wisse, was passiert sei und sie nicht beabsichtige, es jemals zu verraten.
Während der Dreharbeiten freundeten sich Madonna und Rosie O’Donnell miteinander an, es entwickelte sich eine enge, lang anhaltende Freundschaft zwischen beiden. Laut Megan Cavanagh (Marla Hooch) soll O’Donnell in den Drehpausen immer wieder Lieder von Madonna gesungen haben, was dieselbige laut fluchend auf die Palme gebracht habe.
Regisseurin Marshall hatte Probleme damit, den Namen ihres vermeintlich größten Stars, Madonna, während der Dreharbeiten auszusprechen. Da die Pop-Ikone ständig mit Rosie O’Donnell im Doppelpack auf dem Set umherlief, nannte Marshall die beiden der Einfachheit halber in einem Atemzug: „Ro und Mo“.
Die Szene, in der Dottie den Baseball zur Freude des Publikums gewitzt hinter ihrem Rücken auffängt, wurde von Geena Davis erdacht und selbst ausgeführt. In gefährlicheren Spielszenen kam ein Stuntdouble für sie zum Einsatz.
Im Abspann wird der Film den Mitgliedern der All American Girl Profi Baseball-Liga gewidmet.
Die von Sarah Gilbert geschriebene Romanfassung des Films erschien 1992 in einer auf Deutsch übersetzten Version im Bastei-Lübbe-Verlag (ISBN 3-404-11938-X).

#### Abweichungen von der Realität
Die „Racine Belles“ gewannen, wie im Film zu sehen, die Meisterschaft im Jahr 1943, jedoch nicht gegen die „Rockford Peaches“, sondern gegen die „Kenosha Comets“. Tatsächlich beendeten die erst in den Folgejahren auftrumpfenden „Peaches“ das erste Jahr sogar auf dem letzten Platz.
Zwar wird im Film angedeutet, dass die Art und Weise, wie der Ball geworfen wird, bereits zu Beginn von dem im Softball bekannten Unterhandwurf durch einen aus dem männlichen Baseballsport bekannten Überhandwurf ersetzt wird – dies war jedoch in den ersten Saisons der Liga keinesfalls Usus. Es dauerte bis 1948, ehe sich die neue Technik durchsetzte, die dann bis zum Ende der Liga im Jahr 1954 beibehalten wurde.
Entgegen der Darstellung im Film spielte die AAGPBL nie auf einer Feldgröße, die in der Major League Baseball vorgesehen war. Tatsächlich spielte man zunächst auf Softball-Feldern, die später erweitert wurden, doch nie die Maße eines normalen Baseballfeldes annahmen. Auch wurden zunächst Softbälle benutzt; erst in der finalen Saison wurde mit herkömmlichen Basebällen geworfen.

### Filmmusik
Im Film sind zahlreiche Lieder – darunter Neuinterpretationen bekannter Hits durch namhafte Künstler – zu hören. Im Abspann werden diese u. a. wie folgt aufgelistet:
1. This Used to Be My Playground – Madonna
2. Now and Forever – Carole King
3. In a Sentimental Mood – Billy Joel
4. It’s Only a Paper Moon – James Taylor
5. I Didn't Know What Time It Was – James Taylor
6. Two Sleepy People – Art Garfunkel
7. Choo Choo Ch’Boogie – The Manhattan Transfer
8. On the Sunny Side of the Street – The Manhattan Transfer
9. The All American Girls Professional Baseball League Song – The Rockford Peaches
10. Flying Home – Doc's Rhythm Cats

Das von Madonna gesungene, nur im Abspann zum Film zu hörende Lied This Used to Be My Playground war aus vertragsrechtlichen Gründen nicht Teil des offiziellen Soundtracks.
Stattdessen enthielt das 1992 erschienene Album die Stücke Life Goes On und The Final Game aus dem von Hans Zimmer komponierten Filmscore.
Im Film sind des Weiteren folgende instrumentale Lieder zu hören:
1. It Had to Be You
2. Over There
3. Take Me Out to the Ballgame
4. Minuet - String Quintet
5. The Star-Spangled Banner
6. Jesu, Joy of Man's Desiring

### Synchronisation
Die deutsche Synchronbearbeitung entstand 1992 in den Ateliers der Neue Tonfilm München Film- und Synchronproduktion GmbH in München unter der Regie und nach einem Dialogbuch von Andreas Pollak.
| Rolle               | Darsteller         | Synchronsprecher       |
| ------------------- | ------------------ | ---------------------- |
| Jimmy Dugan         | Tom Hanks          | Ekkehardt Belle        |
| Dottie Hinson       | Geena Davis        | Marietta Meade         |
| Mae Mordabito       | Madonna            | Sabina Trooger         |
| Kit Keller          | Lori Petty         | Elisabeth Günther      |
| Ernie Capadino      | Jon Lovitz         | Arnim André            |
| Bob Hinson          | Bill Pullman       | Oliver Stritzel        |
| Doris Murphy        | Rosie O’Donnell    | Inez Günther           |
| Ira Lowenstein      | David Strathairn   | Klaus Guth             |
| Walter Harvey       | Garry Marshall     | Klaus Höhne            |
| Shirley Baker       | Ann Cusack         | Uta Kienemann-Zaradic  |
| Evelyn Gardner      | Bitty Schram       | Michaela Amler         |
| Betty Horn          | Tracy Reiner       | -/-                    |
| Marla Hooch         | Megan Cavanagh     | Philine Peters-Arnolds |
| Helen Haley         | Anne Ramsay        | -/-                    |
| Alice Gaspers       | Renée Coleman      | Kathrin Simon          |
| Ellen Sue Gotlander | Freddie Simpson    | Melanie Pukaß          |
| Mitch Swaley        | Gregory Sporleder  | -/-                    |
| Miss Cuthbert       | Pauline Brailsford | Ilona Grandke          |

Der Film erschien in der deutschen Synchron-Fassung u. a. auf den folgenden Medien:
- LaserDisc:
  - Verleih Columbia TriStar Home Video (1993, ca. 123 min., Best.-Nr.: 02.14589, EAN 4011039500283)[29][30]
- VHS:
  - Verleih Columbia TriStar Home Vide (1994, ca. 123 min., Best.-Nr.: 14589 [Verleih] / 0114589 [Kauf])[31]
- DVD:
  - Verleih Sony Pictures Entertainment Deutschland GmbH (2000, ca. 123 min., Best.-Nr.: 0314589, EAN 4030521145894)[32]
  - Best of Hollywood - Ein ganz normaler Held / Eine Klasse für sich, Verleih Sony Pictures Entertainment Deutschland GmbH (2008, ca. 123 min., Best.-Nr.: 0371525, EAN 4030521715257)
- Blu-ray Disc:
  - Verleih Sony Pictures Entertainment Deutschland GmbH (2013, ca. 123 min., Best.-Nr.: 0771216, EAN 4030521712164)[33]
  - 25th Anniversary, Verleih Sony Pictures Entertainment Deutschland GmbH (2017, ca. 128 min., Best.-Nr.: 0774689, EAN 030521746893)[34]

## Rezeption

### Kritiken
Das Lexikon des internationalen Films sieht den Film als „intelligente Hollywood-Unterhaltung“, die „zwischen Verklärung, Sentiment, Witz, sportlicher Dramatik und einigen Seitenhieben auf männlichen Chauvinismus“ perfekt ausbalanciert sei.
Die Münchner Boulevardzeitung tz beschreibt den Film als „liebenswert-nostalgische Komödie“ und lobt sowohl die Leistung, das Bild einer ganzen Epoche eingefangen zu haben, als auch die Erzählung der „Geschichte einer Emanzipation“.
Die Zeitschrift Cinema sieht den Film als schlagkräftigen „Sportspaß“. Wobei die Inszenierung „ohne feministische Attitüde“ auskomme.

### Fortführung / Neuverfilmung

#### Fortsetzung (1992 - nicht realisiert)
Unmittelbar nach den Dreharbeiten und ersten Erfolgen an der Kinokasse stand eine Filmfortsetzung im Raum, die sich um die von Tom Hanks gespielte Figur Jimmy Dugan hätte drehen sollen. So sollte zu Beginn die frühe Karriere vor dem Antritt als Coach in der Frauenliga beleuchtet werden, um am Ende einen Blick in die Zukunft werfen zu können, in der Jimmy wieder ein Männerteam trainieren sollte. Für diesen Teil der Geschichte war geplant, einen afroamerikanischen Spieler, dem Jimmy noch einen Gefallen schuldet, in den Mittelpunkt der Handlung zu stellen. Das Studio war angesichts des Kinoerfolges an einer Fortführung der Geschichte um die Frauenteams interessiert und lehnte das vorgelegte Drehbuch ab. Die Filmmacher hatten jedoch zu diesem Zeitpunkt schlichtweg keine Ideen für eine solche Fortsetzung und ließen die Möglichkeit ungenutzt verstreichen.

#### TV-Fortsetzung (1993)
Aufbauend auf dem Erfolg des Kinofilms wurde im Jahr 1993 eine Fortsetzung der Handlung als gleichnamige Sitcom (inkl. Lachkonserve) für das US-Fernsehen produziert.
Mehrere Darsteller aus dem Film nahmen ihre Rollen für die Serie wieder auf. Mit Ausnahme von Megan Cavanagh (Marla Hooch) und Tracy Reiner (Betty Horn) jedoch nur für Gastrollen, darunter: Freddie Simpson (Ellen Sue), Jon Lovitz (Ernie Capadino), Pauline Brailsford (Miss Cuthbert) und Garry Marshall (Walter Harvey). Die meisten Hauptdarsteller mussten umbesetzt werden:
| Rolle                         | Darsteller      |
| ----------------------------- | --------------- |
| Jimmy Dugan                   | Sam McMurray    |
| Dottie Hinson                 | Carey Lowell    |
| Mae Mordabito                 | Wendy Makkena   |
| Kit Keller                    | Christine Elise |
| Doris Murphy                  | Katie Rich      |
| Evelyn Gardner                | Tracy Nelson    |
| Betty Horn                    | Tracy Reiner    |
| Marla Hooch                   | Megan Cavanagh  |
| Stilwell Gardner (4 Episoden) | Matthew Howard  |

Die Serie spielt in der ersten Baseball-Saison, die nach der im Film zu sehenden Meisterschaft ausgetragen wird. Kit ist wieder zu den „Peaches“ zurückgekehrt, aber die Mannschaft hat keinen Erfolg mehr. Dies liegt vor allem daran, dass Evelyn mit ihrer neuen Rolle als Fängerin (Catcher) nicht gut zurechtkommt. Ohne Kit einzuweihen, schlägt das von Marla hierzu angestiftete Team dem Clubbesitzer vor, Dottie wieder in die Liga zurückzuholen. Die Aufgabe, nach Oregon zu fahren und die wieder bei ihren Eltern wohnende Dottie zu überreden, fällt Talentscout Ernie Capadino zu. Dottie, deren Mann erneut zur Armee einberufen wurde, sagt zu und kurz darauf ist das Team um die beiden Schwestern wieder vereint. Dies auch sehr zur Freude des sonst so zynischen Coaches Dugan, der weit mehr für Dottie empfindet als es der Spielplan verlangt.
Zur Produktion der Serie konnten Requisiten des Films genutzt werden, wie etwa die Baseballtrikots der „Peaches“. Trotz Unterstützung des Filmteams – die Drehbuchautoren des Films, Lowell Ganz und Babaloo Mandel, fungierten als ausführende Produzenten und sowohl Penny Marshall als auch Tom Hanks führten jeweils bei einer Episode Regie – scheiterte die auch vom Feuilleton kritisierte Serie aufgrund schlechter Einschaltquoten.
Von sechs gedrehten Serienfolgen wurden lediglich fünf auch tatsächlich im April und August des Jahres 1993 auf dem Sender CBS ausgestrahlt. Die 6. Episode erschien mit zwei weiteren Folgen auf der im Jahr 2020 veröffentlichten amerikanischen 4K Ultra HD Blu-ray Fassung des Spielfilms als Bonusmaterial.

#### Neuverfilmung als Serie (2022)
2022 begann die Ausstrahlung einer Serienadaption des Stoffes unter dem gleichen Titel auf Amazon Prime.

## Auszeichnungen
Der Film erhielt zahlreiche Nominierungen namhafter Filmpreisverleiher, fand jedoch bei der Oscarverleihung des Jahres 1993 trotz des enormen Publikumzuspruches keine Berücksichtigung.
Golden Globe 1993
Nominierungen
- Beste Hauptdarstellerin (Komödie/Musical): Geena Davis
- Bester Original-Song: This Used to Be My Playground von Madonna und Shep Pettibone

Grammy Awards 1993
Nominierung
- Bester Filmsong: Now and forever von Carole King

Hochi Film Award 1993
- Bester fremdsprachiger Film

MTV Movie Awards 1993
Nominierungen
- Best Breakthrough Performance: Rosie O’Donnell
- Beste Darstellerin: Geena Davis
- Bester Filmkuss: Tom Hanks und Pauline Brailsford

ASCAP Film and Television Music Awards 1993
- Bester Filmsong: This Used to Be My Playground von Madonna und Shep Pettibone

Library of Congress
- Aufnahme in das National Film Registry 2012

Der von Coach Jimmy Dugan zornig geäußerte Spruch „Beim Baseball wird nicht geweint!“ zählt überdies laut dem Amerikanischen Filminstitut zu den 100 bemerkenswertesten Zitaten der Filmgeschichte.